# Sonia Todd
Sonia Todd (Adelaide, 1 januari 1959) is een Australisch actrice.

## Loopbaan
Ze studeerde aan het National Institute of Dramatic Art en speelde in het toneelstuk Strictly Ballroom, geregisseerd door Baz Luhrmann. Zij speelde ook de serveerster Sylvia in de film Shine in de caféscène waar Geoffrey Rush de Flight of the Bumble Bee speelt, geregisseerd door Scott Hicks.
Todd werd bekend door haar rol als Georgia Rattray in de televisieserie Police Rescue, waarvoor ze de AFI Award won in 1991. Ze was ook genomineerd voor een AFI Award voor haar rol in de 4-delige miniserie The Potato Factory (2000). Todd speelde van 2001 tot 2005 "Meg Fountain" in de serie McLeod's Daughters; daarna keerde ze nog een paar keer terug als gastrol in de serie.
Todd is getrouwd met Rhett Walton en heeft twee zonen (geboren in 1992 en 2000), de eerste uit een eerdere relatie.

## Filmografie

### Film
| Jaar | Titel                 | Rol                  |
| ---- | --------------------- | -------------------- |
| 1990 | Come in Spinner       | Helen McFarland      |
| 1994 | Police Rescue         | Sgt. Georgia Rattray |
| 1996 | Natural Justice: Heat | Jennifer Harivald    |
| 1996 | Shine                 | Sylvia               |
| 1997 | Reprisal              | Susan                |
| 2000 | Marriage Acts         | Jean McKinnon        |

### Televisie
| Jaar         | Titel                          | Rol                           |
| ------------ | ------------------------------ | ----------------------------- |
| 1989-1996    | Police Rescue                  | Sgt. Georgia Rattray          |
| 1991         | A Country Practice             | Jane Anderson                 |
| 1992         | Mother and Son                 | Policewoman                   |
| 1994         | G.P.                           | Judy Walsh                    |
| 1995         | Natural Justice                | Jennifer Harivald             |
| 1997         | Halifax f.p: Someone You Know  | Helen Hunt                    |
| 1997         | Simone de Beauvoir's Babies    | Karla                         |
| 1997         | Good Guys Bad Guys             | Wendy Johnson                 |
| 1997         | Return to Jupiter              | Cmdr Edwina Dent              |
| 1997         | Mirror, Mirror II              | Caroline McFarlane            |
| 1998         | Water Rats                     | Det. Sergeant Louise Bradshaw |
| 1999         | Wildside                       | Dr. Alexa Grant               |
| 2000         | The Potato Factory             | Hannah Solomon                |
| 2001         | All Saints                     | Kate Larson                   |
| 2001-2007    | McLeod's Daughters             | Meg Fountain                  |
| 2007-2008    | All Saints                     | Dr. Elizabeth Foy             |
| 2009         | McLeod's Daughters             | Meg Fountain                  |
| 2009-present | Home and Away                  | Gina Austin                   |
| 2010         | Rake                           | Jane                          |
| 2009-2013    | Home and Away (televisieserie) | Gina Palmer                   |
| 2014         | "Janet King"                   | Gail Jones                    |